# Wilhelm Lesemann
Wilhelm Lesemann (* 20. Januar 1727 in Harburg; † 23. August 1787 in Hannover) war ein deutscher lutherischer Theologe und Generalsuperintendent der Generaldiözesen Hoya-Diepholz und Calenberg.

## Leben
Lesemann war Sohn eines Zöllners. Er studierte Theologie und wurde 1754 zweiter Pastor an der Neustädter Hof- und Stadtkirche St. Johannis, 1759 Pastor an der Kreuzkirche, 1770 zweiter Pastor an der Schloßkirche, 1781 erster Pastor ebenda.
Von 1775 bis 1781 war er Generalsuperintendent der Generaldiözese Hoya-Diepholz, 1781 bis 1787 Generalsuperintendent der Generaldiözese Calenberg und damit auch Mitglied des Konsistoriums in Hannover.